# Saranac Lake
Saranac Lake is een dorp in de Amerikaanse staat New York. Het dorp maakt deel uit van drie verschillende towns, te weten: Harrietstown, St. Armand en North Elba in twee verschillende county's: Franklin County en Essex County.
Saranac Lake ligt geheel binnen Adirondack Park, op 11 kilometer van Lake Placid. Samen met Tupper Lake, staan deze dorpen ook wel bekend als Tri-Lakes region.
Vanaf ongeveer 1890 tot halverwege de 20e eeuw stond Saranac Lake bekend als herstellingsoord voor tuberculose-patiënten. Vele prominente personen verbleven in een sanatorium in Saranac Lake in een poging van de ziekte te herstellen. Een van de laatsten was Manuel Quezon, de president van het Gemenebest van de Filipijnen. Hij overleed aan tuberculose in Saranac Lake in 1944.

## Externe link

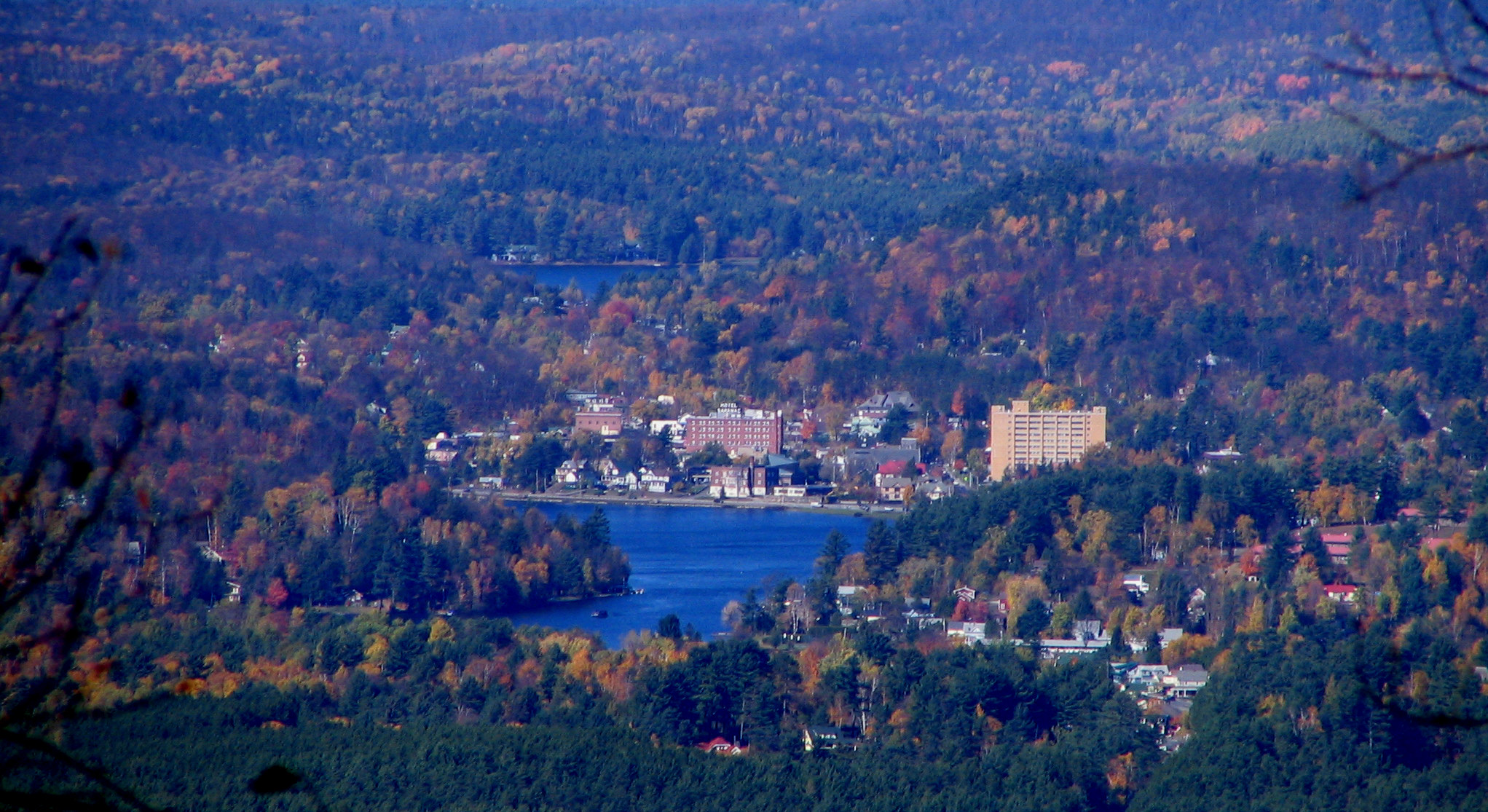
Saranac Lake